# Champignac-en-Cambrousse
Pour le personnage, voir Pacôme de Champignac.
Champignac-en-Cambrousse, souvent appelé simplement Champignac, est un village fictif dans les aventures de Spirou et Fantasio, apparaissant pour la première fois dans l'aventure Il y a un sorcier à Champignac. Près du village se situe le château où habite et travaille le comte de Champignac.

## Mésaventures
- Si vous ne connaissez pas le sujet, laissez ce bandeau (vous pouvez alors contacter les auteurs).
- Si vous supprimez le contenu mis en cause (vous pouvez préalablement contacter les auteurs),

argumentez précisément cette suppression dans la page de discussion
(un manque de référence n'est pas un argument ; une recherche réelle de référence doit avoir été effectuée, être formellement documentée).
Le village veut ressembler à un village typique avec ses travers : dans Il y a un sorcier à Champignac, les habitants, menés par leur maire, commencent par accuser un vagabond des phénomènes qui frappent leur région. Ces habitants sont d'ailleurs les cobayes des scénaristes tout au long de la série, et subissent de nombreuses vicissitudes, pas toujours dues au comte : 
- effrayés par un dinosaure (Le Voyageur du Mésozoïque)
- pris d'une crise de rage collective (Z comme Zorglub)
- endormis (Z comme Zorglub)
- paralysés (L'Ombre du Z)
- envahis par des extraterrestres (Du cidre pour les étoiles)
- contrôlés par une femme-robot (Qui arrêtera Cyanure ?)
- changés de couleur de peau (Le Rayon noir)
- envahis par une faune et une flore extravagante, au point de devoir fuir (Alerte aux Zorkons)
- poussés par la Vipère à traquer Spirou sous la menace de la construction d'une autoroute en plein village (Dans les griffes de la Vipère)

## Création
Le village de Champignac est créé en 1950 par Henri Gillain (sous le pseudonyme Jean Darc), s'inspirant de son village d'enfance Corbion, dans un scénario qui sert de base à Franquin pour l'épisode de Spirou et Fantasio Il y a un sorcier à Champignac,.
Le château du comte, d'un style Louis XIII très sobre, est inspiré du château de Skeuvre, près de la localité de Natoye, aujourd'hui rattachée à la commune wallonne de Hamois (province de Namur),.

## Toponymie
- Si vous ne connaissez pas le sujet, laissez ce bandeau (vous pouvez alors contacter les auteurs).
- Si vous supprimez le contenu mis en cause (vous pouvez préalablement contacter les auteurs),

argumentez précisément cette suppression dans la page de discussion
(un manque de référence n'est pas un argument ; une recherche réelle de référence doit avoir été effectuée, être formellement documentée).
« Champignac », à l'évidence dérivé de « champignon », en référence aux recherches mycologiques du Comte de Champignac, est proche de toponymes réels comme Champagnac, Champigneulles ou Champigny.
Autour de Champignac, la toponymie est à dominante mycologique : le nom d'une petite ville voisine, Chanterelles-sous-Bois, revient épisodiquement dans les albums (une partie de Panade à Champignac s'y déroule). Un panneau de signalisation donne aussi la direction d'un lieu-dit appelé Le Bolet.
La terminaison -ac existe dans plusieurs régions de France, mais elles ne sont évoquées à aucun moment de la série.

## En Belgique ou en France?
- Si vous ne connaissez pas le sujet, laissez ce bandeau (vous pouvez alors contacter les auteurs).
- Si vous supprimez le contenu mis en cause (vous pouvez préalablement contacter les auteurs),

argumentez précisément cette suppression dans la page de discussion
(un manque de référence n'est pas un argument ; une recherche réelle de référence doit avoir été effectuée, être formellement documentée).
Lorsque, dans les récits canoniques antérieurs à 1967, Spirou et Fantasio se rendent (depuis Bruxelles) à Champignac, ce voyage n'est de toute évidence qu'un bref déplacement, pas une expédition prenant une demi-journée. Le policier communal Jérôme porte un uniforme de type belge et il n'est jamais question d'une frontière entre le domicile des héros et le village.
Mais le fait que la commune ait à sa tête un maire et non un bourgmestre, et que le représentant de l'État dans son ressort géographique soit un préfet et non un gouverneur de province, suggèrent une localisation en France. Dans Spirou et Fantasio tome 38, à la page 33, un drapeau français est présent sur la tribune du maire de Champignac.
Les maisons du village, couvertes d'ardoise et mêlant brique et pierre, font précisément penser à la Thiérache, pays situé à cheval sur la France et la Belgique. Ce que confirme le paysage vallonné autour de Champignac, où l'élevage est l'activité agricole dominante. La seule indication chiffrée (donnée dans Z comme Zorglub) est que Champignac serait à 1 000 km de Zorgland, la base centrale de Zorglub, dont l'environnement méditerranéen semi-aride évoque à évidence le midi de la France : cela évoque une localisation de Champignac-en-Cambrousse dans les latitudes de la frontière entre France et Wallonie : les auteurs de la série semblent s'être ingéniés à brouiller les pistes.
Cependant, la série Champignac fait exception à la règle. Dans le premier album Enigma paru en 2019, dont l'action commence au moment où la Wehrmacht arrive au village et réquisitionne le château, la Belgique occupée est clairement évoquée.

## Habitants
Les habitants de Champignac sont les Champignacien(ne)s.
La commune de Champignac-en-Cambrousse compte environ 1 900 habitants, dont : 
- le comte de Champignac, châtelain et savant ;
- le maire de Champignac, Gustave Labarbe, à l'ego aussi pesant que ses discours xyloglottes ;
- Célestin Dupilon, ancien pharmacien, toujours sous l'empire de l'alcool ;
- M.Duplumier, secrétaire de mairie méticuleux et interlocuteur privilégié du maire ;
- Jérôme, policier zorglhommisé dans Z comme Zorglub ;
- Gustave, paysan ;
- le Petit Noël, petit garçon naïf ;